# جاستون كوتي
جاستون كوتي (بالفرنسية: Gaston Couté)‏ (23 سبتمبر 1880 - 28 يونيو 1911)، هو شاعر ومغني فرنسي، اشتهر بنصوصه المسالمة والفوضوية.